# Horst Werner Franke
Horst Werner Franke (auch Thomas Franke genannt) (* 6. Juni 1932 in Liegnitz, Provinz Niederschlesien; † 20. Dezember 2004 in Windhorst) war ein deutscher Pädagoge und Bremer Senator (SPD).

## Biografie

### Ausbildung und Beruf
Franke war 1946, nach der Vertreibung aus Schlesien, Landarbeiter in Niedersachsen. Er absolvierte dann bis 1951 eine Lehre als Mechaniker und siedelte im selben Jahr nach Bremen über. Hier war er in verschiedenen Großbetrieben tätig. Seit 1954 besuchte er das Abendgymnasium und schloss dieses mit dem Abitur ab.
Er studierte dann Germanistik, Geschichte und Politikwissenschaft an der Universität Münster und der Universität Marburg. Er schloss sein Studium 1959 mit dem Staatsexamen für das Lehramt ab und trat in den bremischen Schuldienst ein. Er war zuletzt an einem Bremer Gymnasium als Oberstudienrat tätig.
Franke war verheiratet. Die Theaterschauspielerin Bettina Franke war seine Tochter. Er starb nach einer langen Krankheit.

### Politik
1960 trat Franke der Gewerkschaft Erziehung und Wissenschaft (GEW) und 1961 der SPD bei. Am 13. Oktober 1967 wurde er in die Bremische Bürgerschaft gewählt und gehörte ihr bis zu seiner Wahl in den Senat 1975 an. Er war Mitglied der Deputation für die allgemeinbildenden Schulen und war in dieser Zeit ein bildungspolitisch einflussreicher Politiker. Von 1971 bis 1975 war er stellvertretender SPD-Fraktionsvorsitzender. In der Zeit der Schüler- und Studentenunruhen war er ein dominierender Vertreter seiner Partei.
1975 wurde Franke im Senat von Hans Koschnick (SPD) Senator für Wissenschaft und Kunst, ein neuer Senatsbereich, der zuvor von Senator Moritz Thape (SPD) geleitet wurde. Er konnte die großen Spannungen bei der Gründung der Universität Bremen ausgleichen und engagierte sich erfolgreich für eine auch wissenschaftlich-technische Ausrichtung der Universität. Ab 1983 übernahm er als Nachfolger von Senator Horst von Hassel zusätzlich das Bildungsressort. Beide Ämter hatte er bis 1990 inne. Er führte im Bremer Schulwesen die Stufenschule sowie Ganztagsschulen ein und strebte eine Ausweitung der Gesamtschulen zulasten klassischer Gymnasien an.
Er war 1986 Präsident der Kultusministerkonferenz.
Nach seiner Senatszeit verließ er Bremen und zog nach Windhorst. Er trat als kritischer Kommentator im Fernsehen auf und schrieb viele Kommentare für die taz, in denen er u. a. die Schulpolitik der Großen Koalition (SPD/CDU) angriff. Er schrieb aber auch zu diversen anderen zumeist bremischen Themen. Als Politiker, wie auch als Kommentator, trat er kritisch, temperamentvoll und zuweilen auch polarisierend auf.